# Huaqiao, Chongqing
Huaqiao (kinesiska: 花桥) är en köping i sydvästra Kina. Den ligger i Zhong härad i storstadsområdet Chongqing, omkring 140 kilometer nordost om det centrala stadsdistriktet Yuzhong. Antalet invånare är 20 117. Befolkningen består av 9 854 kvinnor och 10 263 män. Barn under 15 år utgör 17,0 %, vuxna 15-64 år 67 %, och äldre över 65 år 15,0 %.